# Dorcadion kaimakcalanum
Dorcadion kaimakcalanum là một loài bọ cánh cứng trong họ Cerambycidae.